# Fujikura
Fujikura Ltd. (株式会社フジクラ Fujikura Kabushiki-gaisha?) é uma companhia industrial, defesa e de telecomunicações japonesa, sediada em Tóquio.

## História
A Companhia foi estabelecida em 1885, por Zenpachi Fujikura.